# Зинаида Турчина
Зинаида Михайловна Турчина (на руски: Зинаи́да Миха́йловна Турчина́; на украински: Зінаї́да Миха́йлівна Турчина́), с фамилно име по баща Столитенко, е украинска съветска хандбалистка, треньорка по хандбал и хандбална функциоерка.
Тя е двукратна олимпийска шампионка, двукратна световна шампионка, многократна шампионка на СССР и многократна носителка на Купата на европейските шампиони. От 1972 г. е заслужил майстор на спорта. За периода 1965 – 1988 г. има над 500 мача за националния хандбален отбор на СССР. Президент е на ХК „Киев-Спартак“, старши треньор на клуба и на женския национален отбор на Украйна.
През 2000 г. проучване, проведено от Международната федерация по хандбал, посочва Зинаида Турчина като най-добрата хандбалистка в света за ХХ век.

## Биография
Родена е на 17 май 1946 г. в Киев, Украинска ССР. Тренира в хандбалния клуб „Спартак“, Киев. През 1965 г. се омъжва за главния треньор на клуба си Игор Турчин (1936 – 1993). По нейни спомени в него са били влюбени всичките ѝ съотборнички – узнавайки, че любимият им треньор е направил на Зинаида предложение за брак, хандбалистките обявяват бойкот, който продължава, докато самият той не го пресича. Раждат им се дъщеря Наталия (1971) и син Михаил (1983). Турчина е президент на ХК „Киев-Спартак“ от 1993 г.
Кариера
Зинаида Столитенко още като ученичка през 1959 г. започва да тренира с приятелки при Игор Турчин. След 3 години техни усилия е основан хандбален клуб „Спартак“. Тя играе в клуба без прекъсване до 1994 г. (включително от 1990 г. като играещ треньор), а нейната дъщеря е в отбора от 1989 г.
Зинаида Турчина играе в 20 шампионата на СССР, в шампионата на Украйна, в 13 сезона в турнира за Купата на европейските шампиони (рекорд за турнира). Тя е старши треньор на клуба и на женския национален отбор на Украйна по хандбал (1994 – 1996).
Постижения
- Златна олимпийска медалистка от Летните олимпийски игри в Монреал (1976) и Москва (1980)
- Бронзова медалистка от Летните олимпийски игри в Сеул (1988)
- Световна шампионка от Унгария (1982) и Нидерландия (1986)
- Световна вицешампионка от СССР (1973) и Чехословакия (1978)
- Бронзова медалистка от световното първенство в Югославия (1973)

## Награди
Съветски награди
- Орден „Червено знаме на труда“
- Орден „Дружба между народите“
- Орден „Почетен знак“

Украински награди
- Орден „Княгиня Олга“ 1-ва[4], 2-ра[5] и 3-та[6] степен
- Орден „За заслуги“, III степен[7]
- Почетен гражданин на Киев